# Pokwitowanie podatkowe (papirus Biblioteki Narodowej)
Pokwitowanie podatkowe – starożytny dokument z 208 r. n.e. spisany na papirusie w języku greckim, jeden z dwóch najstarszych rękopisów w zbiorach Biblioteki Narodowej w Warszawie.
Papirus zawiera dwa pokwitowania wpłat dokonanych przez Abousa syna Sataboutosa z 3 i 4 sierpnia 208. Wymiary papirusu to 11,5×22,5 cm.  Manuskrypt pochodzi ze starożytnej osady Soknopaiu Nesos w Fajum w Egipcie. W zbiorach Biblioteki Narodowej oznaczony jest sygnaturą Akc. 9398. Wcześniej znajdował się w zbiorach Muzeum Egipskiego w Berlinie (sygn. P.7194). Papirus umieszczony jest w szklanej oprawie o wymiarach 15×27,5 cm.